# へび座デルタ星
へび座δ星（へびざデルタせい、δ Serpentis、δ Ser）は、へび座（頭部）にある多重星。最も明るいA星は、たて座δ型に分類される変光星でもある。見かけの合成等級は、3.8である。

## 特徴
へび座δ星A（HD 138918、HR 5789）は、スペクトル型がF0 IVに分類されるF型準巨星で、見かけの等級は4.2等である。A星から南へ約4秒離れた位置にあるへび座δ星B（HD 138917、HR 5788）は、同じくF型準巨星とみられ、見かけの等級はA星より暗い5.2等である。この2星は連星と考えられていたが、ガイア計画の第3回データリリースで公開された年周視差では2つの星の間には約128光年の距離があるため、見かけの二重星と見られる。A星から北に約66秒離れた位置に見える14等星と15等星のペアがδ星Cとδ星Dである。C星とD星の間は、およそ4秒離れている。さらに、ワシントン重星カタログでは、A星から北東に64秒離れた位置の15等星がδ星Eとして収録されている。

### 変光
へび座δ星Aは、たて座δ型変光星で、変光星総合カタログでは、その中でも変光振幅が小さい（V等級で0.1等未満）DSCTC型に分類される。へび座δ星Aは、たて座δ型星の中でも、見かけの等級が特に明るいものの一つである。この変光は、1960年代半ばにローウェル天文台での観測によって発見された。変光周期は、最初0.13日と見積もられ、その後もう少し詳しく0.134日とされたが、1980年代になって0.1268日と0.1557日の複数周期があると考えられるようになり、最近では更に複雑に5つの変光周期が重なりあっているとする説が挙がっている。全体での変光振幅は最大0.04等だが、それぞれの周期の振幅は、0.002等から0.013等程度とみられる。

## 名称
へび座δ星は、「二本の線」を意味するアラビア古来のアステリズムal-nasaqānのうち、南の境界であるal-nasaq al-yamānī（南の線）を、へび座λ星、α星、ε星、へびつかい座δ星、ε星、υ星、η星、ζ星、ξ星と共に形成する。また、ジェット推進研究所の技術報告に掲載された“A Reduced Catalog Containing 537 Named Stars”では、Nasak Yamaniという名称が、へび座δ星とε星に与えられ、へび座δ星はNasak Yamani Iとなっている。
中国では、へび座ε星は天の市場を囲う右の壁を意味する天市右垣（拼音: Tiān Shì Yòu Yuán）という星官を、ヘルクレス座β星、γ星、κ星、へび座γ星、β星、α星、ε星、へびつかい座δ星、ε星、ζ星とともに形成する。へび座δ星自身は、天市右垣六（拼音: Tiān Shì Yòu Yuán  liù）つまり天市右垣の6番星と呼ばれる。天市右垣六は中国戦国時代の秦を表しているが、戦国時代の12の国を表す十二國という星官にも秦と呼ばれる星があり、これはやぎ座θ星、やぎ座30番星が該当するとみられる。